# Lokot
Lokot je prijenosna brava koja se koristi za zaštitu imovine od neovlaštene upotrebe, vandalizma i krađe. Katanac se često koristi za zaključavanje kaveza.

## Povijest
Lokoti su se koristili u Kini za vrijeme dinastije Han (25.-220. godine). Lokoti su se izrađivali od bronce, mesinga, srebra i drugih materijala. Prvi kineski lokoti bili su uglavnom izrađeni od bronce. Pronađeni su također lokoti iz rimskog doba (500. pr. Kr. - 200. po. Kr.). Koristili su ih trgovci koji su putovali u Aziju i Kinu. Prvi lokoti u Engleskoj potječu iz 850. godine, a pronađeni su u Yorku, u vikinškom naselju Jorvik.